# 9 de Abril (ciudad)
Nueve de Abril es una localidad ubicada en el partido de Esteban Echeverría, provincia de Buenos Aires, Argentina.

## Toponimia
Su nombre conmemora la fecha en que el partido de Esteban Echeverría logró su autonomía, el 9 de abril de 1913.

## Geografía

### Ubicación
La localidad se encuentra a los lados de la Ruta Provincial 4 (ruta de la Tradición). Limita con los partidos de La Matanza, Lomas de Zamora y con las localidades de Monte Grande y Luis Guillón.

### Población
Contaba con 40,656 habitantes (Indec, 2001).

## Parque industrial
En esta localidad se encuentra un parque industrial, asentado sobre la RP 4.

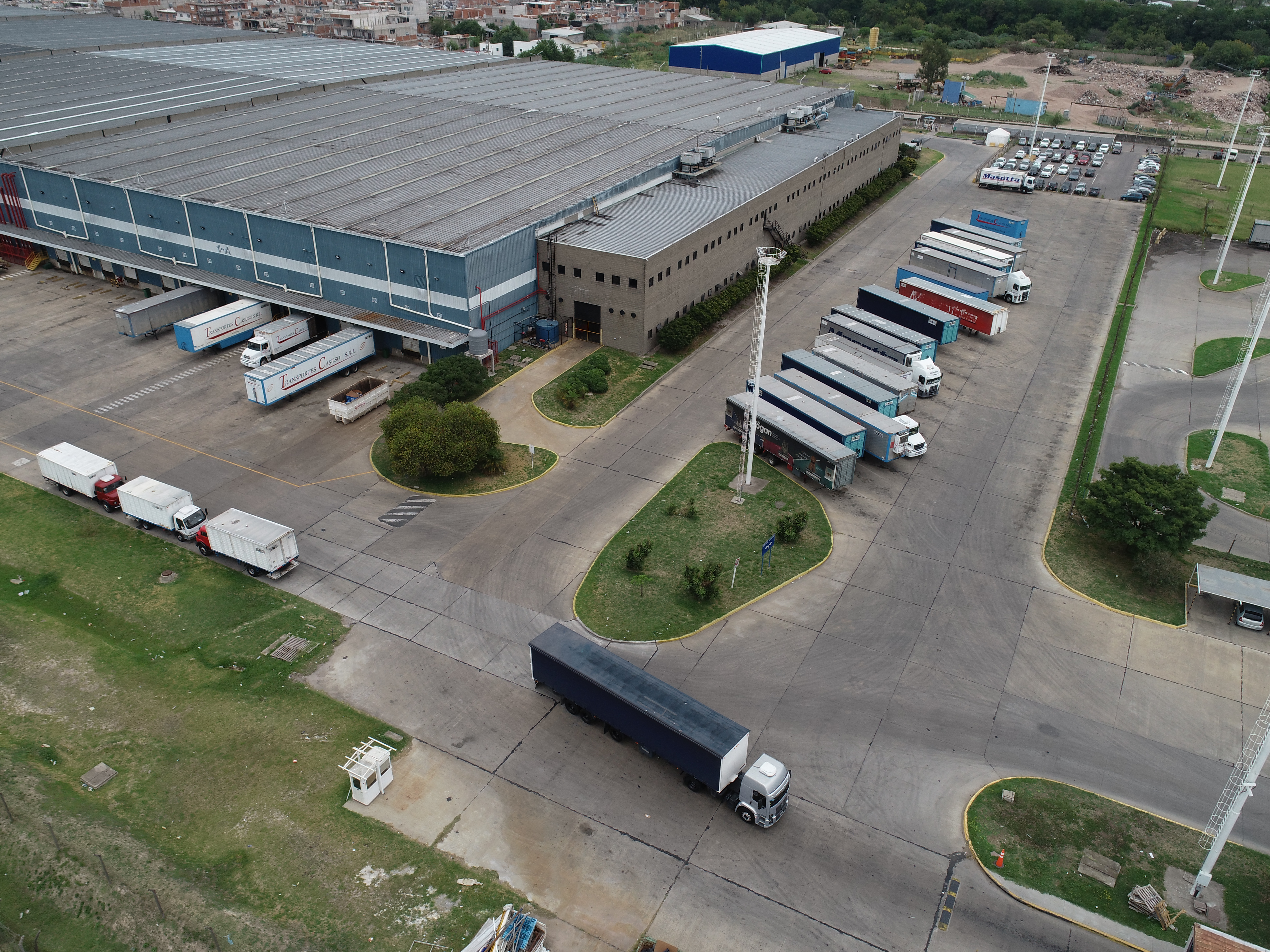
Parque Logístico 9 de Abril